# Церква святої великомучениці Варвари (Грушевська)
Церква Святої Великомучениці Варвари (рос. Церковь Святой Великомученицы Варвары) — православний храм у станиці Грушевська, Аксайський район, Ростовська область, Росія. Відноситься до Ростовської і Новочеркаської єпархії. Побудована в 1884 році.

## Історія
Вперше в станиці Грушевській церкву в ім'я Святої Варвари було побудовано ще в 1781 році. Ця церква була дерев'яною, прямо до її будівлі примикала дзвіниця. У 1830 році вона була оновлена і переведена на кам'яний фундамент. Другий великий ремонт був проведений майже через 30 років після цього, у 1859 році. Проте 1 серпня 1876 року оновлена церква згоріла дотла з невстановлених причин.
У наступному, 1877 році, на місці згорілої церкви місцеві жителі будують молитовний дім, а також звертаються до донського митрополита з проханням про будівництво кам'яного храму.
Коли саме було розпочато будівництво мурованої церкви ― невідомо. Вважається, що будівельні роботи зайняли 5-6 років і були завершені в 1884 році: 21 жовтня храм було освячено благочинним Антонієм Манохіним.
У перші роки після встановлення радянської влади станичники намагалися оберігати церкву, і в ній тривали богослужіння. Проте в 1930-х роках владі все ж вдалося закрити храм, але ненадовго: вже в 1943 році, під час німецької окупації, він був знову відкритий. В цей же час вівтарна частина храму була пошкоджена осколками авіабомби.
У 1960-х роках приїжджими був зірваний хрест з купола, але місцеві жителі прогнали зловмисників.
У 1975 році станичникам вдалося надати церкві первинного вигляду.
У 1980-х роках церква була відремонтована.
На даний час у парафії діє недільна школа, працює церковна бібліотека. Налагоджено взаємодію з освітніми установами, адміністрацією Грушевського поселення.

## Архітектура
Храм має хрестоподібну форму. Має два бокові вівтарі ― в ім'я Святої Великомучениці Варвари та в ім'я Георгія Побідоносця. По периметру фасаду стіни прикрашені декоративними карнизами. Центральний купол чотиригранний, зі скошеними ребрами і має по чотири вікна на кожній стороні. Квадратна дзвіниця увінчана барабаном і цибулиною над ним.
Всередині є багато ікон, написаних як недавно, так і реставрованих.

## Священнослужителі
- 1884 ― ? ― протоієрей Мефодій Попов
- 1943 ― 1968 рік ― Борис ?
- 1968 ― 1978 рік — священик Костянтин Сасовський
- 1978 ― 1981 рік — протоієрей Митрофанов
- 1982 ― 1983 рік — ієрей Валерій Туріщев
- 1983 ― 1985 рік — протоієрей Валентин Єрмілов
- 1986 ― 1989 рік — ієрей Микола Нетребський
- 1989 ― 1998 рік — протоієрей Сергій Єрмілов
- 1998 ― 2001 рік — ієрей Андрій Немикін
- 2001 ― 2004 рік — ієрей Дмитро Соболевський
- 2004 ― 12 травень 2015 року — протоієрей Павло Святенюк
- 12 травня 2015 року ― н. ч. — ієрей Володимир Чечановський